# Prisma de Weld-Blundell

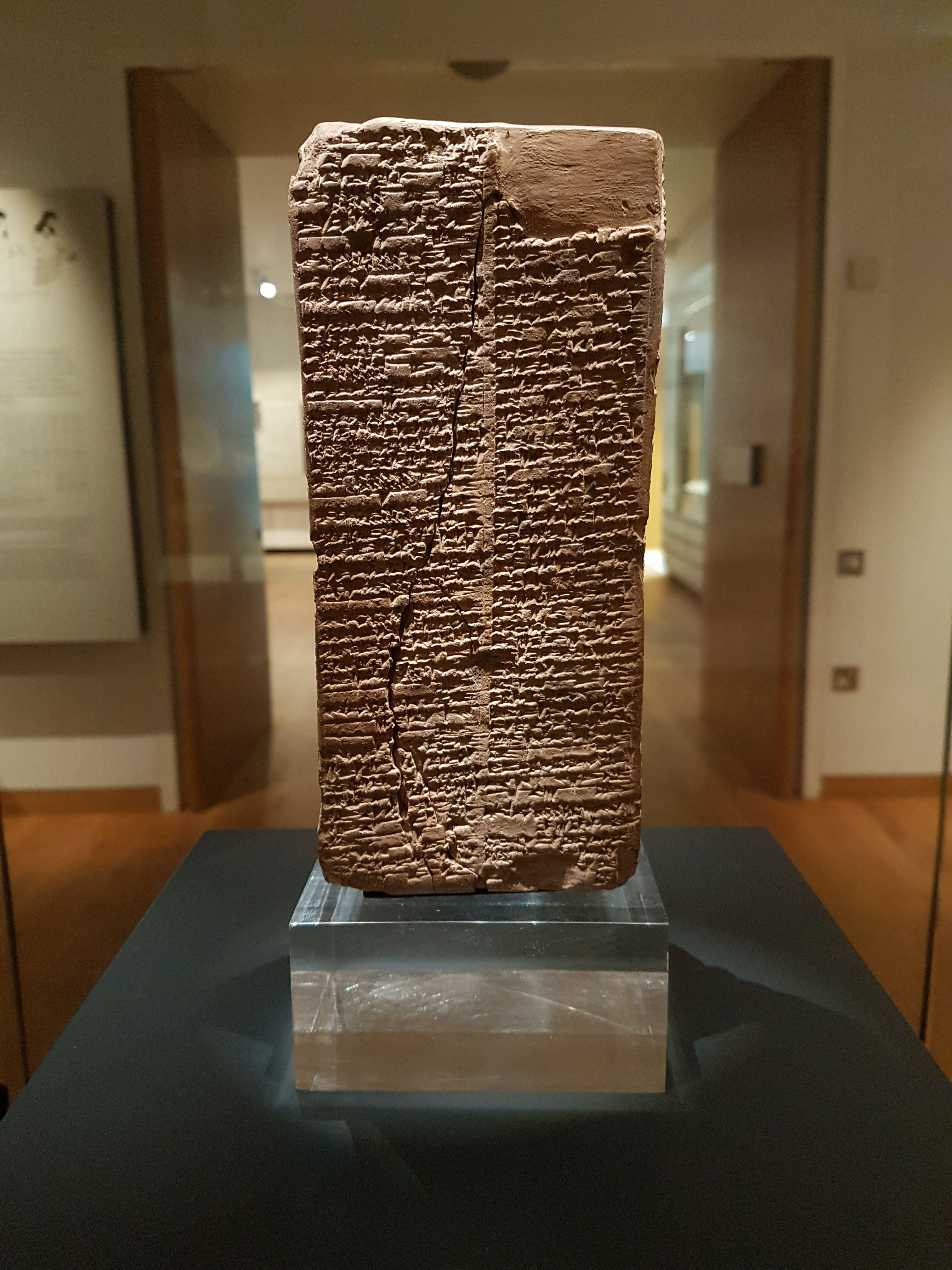
El prisma de Weld-Blundell.

El prisma de Weld-Blundell es un prisma vertical de arcilla inscrito en escritura cuneiforme albergado en el Museo Ashmoleano. Fue descubierto en 1922 durante una expedición encabezada por el arqueólogo británico Herbert Weld Blundell. Los cuatro lados, de aproximadamente 20 cm de alto por 9 cm ancho, están inscritos en lengua sumeria con listas de reyes sumerios, a razón de dos columnas por lado, constituyendo la famosa Lista de reyes sumerios.
La lista comienza con reyes antediluvianos y concluye con Sin-magir de la dinastía de Isin (r. 1827–1817 a. C.), y hoy se considera redactada con probabilidad en el último año del reinado de Sin-magir o pronto después A muchos reyes, especialmente los antediluvianos, se les asignan reinados de extensión inverosímil (contabilizados según las unidades de medición sumerias sar y ner), por lo que muchos académicos consideran la lista una obra artística antes que histórica.
Varias teorías están siendo elaboradas para explicar las cifras fabulosas de años. Se supone que tal vez sirvieran para expresar la grandeza de soberanos a los que se consideraba semi-dioses. Según otra versión, los sar (3600 años) y los ner (600 años) - las unidades de medida de tiempo sumerias que son utilizadas en la lista - deberían ser tomados como años y meses, respectivamente.
El número de museo del artefacto es AN1923.444 .